# Penggarit
Penggarit is een bestuurslaag in het regentschap Pemalang van de provincie Midden-Java, Indonesië. Penggarit telt 4251 inwoners (volkstelling 2010).